# Ла-Барт-де-Нест
Ла-Барт-де-Нест (фр. La Barthe-de-Neste, окс. La Barta) — коммуна во Франции, находится в регионе Юг — Пиренеи. Департамент — Верхние Пиренеи. Административный центр кантона Барт-де-Нест. Округ коммуны — Баньер-де-Бигор.
Код INSEE коммуны — 65069.

## География
Коммуна расположена приблизительно в 660 км к югу от Парижа, в 105 км юго-западнее Тулузы, в 31 км к юго-востоку от Тарба.
Коммуна расположена на плато Ланнемезан. По территории коммуны протекает река Нест и проходит канал Нест.

## Климат
Климат умеренно-океанический с солнечной тёплой погодой и обильными осадками на протяжении практически всего года.

## Население
| Год  | Численность | Численность |
| ---- | ----------- | ----------- |
| 2013 | 1203        |             |
| 2015 | 1223        | [ 8 ]       |
| 2016 | 1259        | [ 9 ]       |
| 2017 | 1227        | [ 10 ]      |
| 2018 | 1225        | [ 11 ]      |
| 2019 | 1224        | [ 12 ]      |
| 2020 | 1230        | [ 13 ]      |
| 2021 | 1234        | [ 14 ]      |
| 2022 | 1245        | [ 4 ]       |

## Администрация
| Период | Период | Фамилия    | Партия                  | Примечания               |
| ------ | ------ | ---------- | ----------------------- | ------------------------ |
| 2001   | 2020   | Морис Луде | Социалистическая партия | член генерального совета |

## Экономика
В 2010 году среди 684 человек трудоспособного возраста (15-64 лет) 502 были экономически активными, 182 — неактивными (показатель активности — 73,4 %, в 1999 году было 70,3 %). Из 502 активных жителей работали 461 человек (239 мужчин и 222 женщины), безработных было 41 (18 мужчин и 23 женщины). Среди 182 неактивных 42 человека были учениками или студентами, 88 — пенсионерами, 52 были неактивными по другим причинам.

## Достопримечательности
- Церковь Св. Иоанна Крестителя
- Усадьба Латур (XVI век). Исторический памятник с 1983 года[16]